# Anders Göranzon
Anders Bengt Göranzon, född den 30 januari 1965 i Linköping, är ett svenskt polisbefäl.

## Biografi
Göranzon är ett svenskt polisbefäl. Han har varit chef för spaningsroteln i Södertälje och var under 10-talet chef för Stockholmspolisens Operation Fenix, vars mål är att motverka grov brottslighet med utgångspunkt i Järvaområdet. Han arbetar (2023) som brottsutredare.

### Uppmärksamhet 2017
Sedan USA:s president Donald Trump i februari 2017 uttalat sig om situationen i Sverige, ådrog sig Anders Göranzon och dennes kollega, Jacob Ekström, mediernas uppmärksamhet efter att de medverkat i ett reportage av filmaren Ami Horowitz, vilket sänts den 17 februari 2017 på TV-kanalen Fox News.
Göranzon ansåg i efterhand att inslaget hade manipulerats, så att polismännens svar, var svar på andra frågor än vad som framgick av filmen. Medan Göranzon och Ekström hade avsett att uttala sig om gängkriminalitet, framstod det i stället som de svarade på frågor om sambandet mellan invandring och våldsbrott. I den ordväxling om Sverigebilden som följde deltog politiker på hög nivå: svenska utrikesministern Margot Wallström och statsministern Stefan Löfven uttalade sig.

### Övrigt
Göranzon var en av 2017 års sommarvärdar i Sommar i P1.